# Momir Rnić (1987)
Momir Rnić (Zrenjanin, 1 de noviembre de 1987) es un jugador de balonmano serbio que juega de lateral izquierdo en el RK Proleter Zrenjanin y en la selección de balonmano de Serbia. Es hijo del también jugador de balonmano Momir Rnić.
Con la selección ganó la medalla de plata en el Campeonato Europeo de Balonmano Masculino de 2012 y en los Juegos Mediterráneos de 2009.

## Palmarés

### Gorenje Velenje
- Liga de balonmano de Eslovenia (1): 2009

### Frisch Auf Göppingen
- Copa EHF (1): 2012

### Rhein-Neckar Löwen
- Supercopa de Alemania de balonmano (1): 2017
- Copa de Alemania de balonmano (1): 2018

## Clubes
- RK Proleter Zrenjanin ( -2008)
- Gorenje Velenje (2008-2010)
- RK Celje (2010-2011)
- Frisch Auf Göppingen (2011-2014)
- MT Melsungen (2014-2017)
- Rhein-Neckar Löwen (2017-2018)
- RK Proleter Zrenjanin (2018-2020)
- RK Metalurg Skopje (2020-2021)
- RK Proleter Zrenjanin (2021- )